# Strange Adventures
Strange Adventures fue el título de varias series de comic books publicadas por la compañía estadounidense DC Comics, la más importante de las cuales fue una antología de ciencia ficción lanzada en 1950.

## Primera época
Strange Adventures se publicó durante 244 números y fue el primer título de ciencia ficción de DC Comics. Comenzó con una adaptación de la película Destination Moon. El éxito de ventas de la historia de portada sobre un gorila en Strange Adventures #8 (mayo de 1951) condujo a DC a producir numerosas portadas de comic book con representaciones de gorilas. La publicación alojó a uno de los últimos superhéroes previos a la Edad de Plata de los comic-books, Captain Comet, creado por el guionista John Broome y el dibujante Carmine Infantino en su número 9. "Captain Comet" y la "moda de los gorilas" llegaron a combinarse en el número 39 (diciembre de 1953). Otras series notables fueron Star Hawkins, que comenzó en el número #114 (marzo 1960), y Atomic Knights, que lo hizo en el 117 (junio 1960).
En la historieta 'The Strange Adventure That Really Happened' del número #140 (mayo de 1962), los propios creadores hace su aparición cuando el editor Julius Schwartz y el dibujante Sid Greene presionan al escritor Gardner Fox para que recuerde una historia suya que contiene la clave para salvar la Tierra de una invasión alienígena. En un reconocimiento al resto del Universo DC inusual en Strange Adventures, una viñeta menciona que Gardner Fox había encontrado previamente a Flash en el icónico relato de la Silver Age "Flash of Two Worlds".  
Strange Adventures #180 (septiembre de 1965) presentó a Animal Man en una historia de Dave Wood y Carmine Infantino. El personaje fue retomado por el guionista Grant Morrison en 1988.
Inicialmente una cabecera antológica de ciencia ficción con algunos protagonistas recurrentes dentro del mismo género, Strange Adventures' llegó a ser un título de fantasía sobrenatural a partir de su número 202, para lo cual recibió un nuevo logo. La primera aparición de Deadman en Strange Adventures #205, escrita por  Arnold Drake y dibujada por Carmine Infantino, incluyó la primera representación conocida de narcóticos en un relato aprobado por el Comics Code Authority. La aparición de "Deadman" sirvió de temprana carta de presentación del arte de Neal Adams.
Con su número 217, el cómic recibió otro logo nuevo, y comenzó a reeditar historietas de Adam Strange y los Atomic Knights, entre otras. Varias historietas de Strange Adventure fueron reimpresas también en otros antologías posteriores de DC Comics', como From Beyond the Unknown (1969-1973).

### Series
Strange Adventures incluyó:
- Chris KL-99 (números 1-3, 5, 7, 9, 11, 15)
- Darwin Jones (números 1, 48, 58, 66, 70, 76, 77, 79, 84, 88, 93, 149, 160)
- Captain Comet (números 9-44, 46, 49) (aparición recurrente en portada)
- Space Museum (números 104, 106, 109, 112, 115, 118, 121, 124, 127, 130, 133, 136, 139, 142, 145, 148, 151, 154,  157, 161)
- Star Hawkins (números 114, 119, 122, 125, 128, 131, 134, 137, 140, 143, 146, 149, 152, 155, 158, 162)
- Atomic Knights (números 117, 120, 123, 126, 129, 132, 135, 138, 141, 144, 147, 150, 153, 156, 160, with reprints in 217-231)
- Faceless Creature from Saturn (números 124, 142, 153)
- Star Rovers (procedente de Mystery in Space, números 159, 163)
- Animal Man (números 180, 184, 190, 195, 201)
- Immortal Man (números 177, 185, 190, 198)
- Enchantress (números 187, 191, 200)
- Deadman (números 205 to 216)
- Adam Strange (reediciones desde el 217 al 244; nuevas historietas en #222, 226/227)

### Premios
Strange Adventures fue nominada y ganó varios premios a lo largo de los años, incluyendo Alley Awards en 1963 por "General Fantasy", en 1965 al "Best Regularly Published Fantasy Comic", en 1966 al "Best Fantasy/SF/Supernatural Title", en 1967 a la "Best Cover" (por la del número 207 de Neal Adams), en 1967 por "Best Full-Length Story" ("Who's Been Lying in My Grave?" del número #205, obra de Arnold Drake y Carmine Infantino), y en 1967 a la "Best New Strip" ("Deadman" de Drake e Infantino).